# Línea 71 (EMT Madrid)
La línea 71 de la EMT de Madrid une la Plaza de Manuel Becerra con la estación de Puerta de Arganda.

## Historia

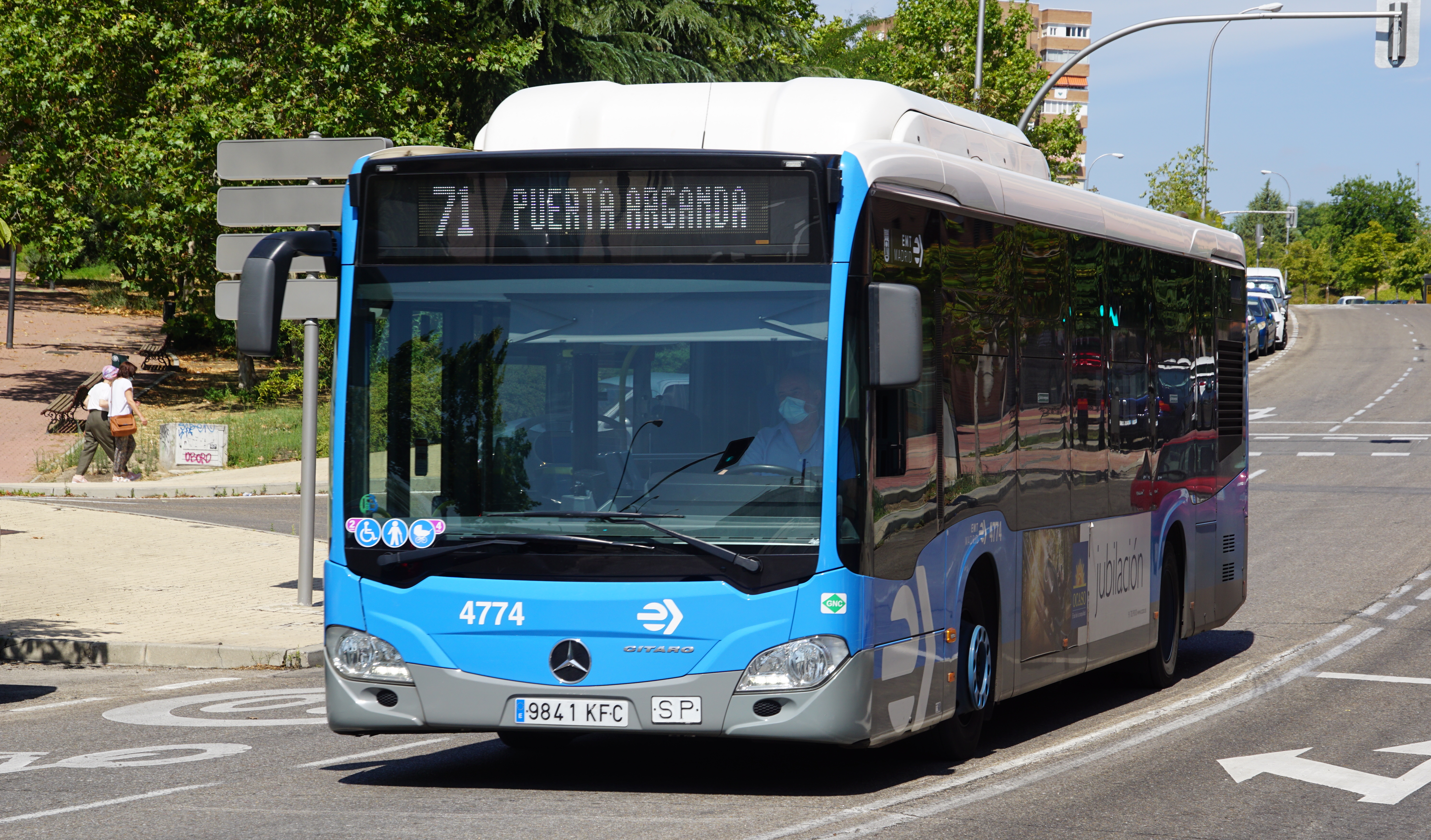
Un autobús en la calle San Cipriano

La primitiva línea 71 fue puesta en servicio el 12 de marzo de 1973 y unía el Polígono A de Moratalaz con el ambulatorio del distrito, situado en la calle Hacienda de Pavones. Así fue hasta el 22 de septiembre de 1990, cuando desapareció la línea 71 como línea de barrio para reaparecer con el itinerario Pza. Manuel Becerra - Moratalaz, modificando su recorrido por dentro de Moratalaz y pasando por el vecino barrio de La Elipa.
Desde entonces ha ampliado su recorrido en dos ocasiones, en marzo de 1997 hasta el nuevo barrio de Valdebernardo (Vicálvaro) y el 26 de enero de 2004 hasta Puerta de Arganda atravesando el barrio de Valderrivas. De este modo se refuerza el servicio de autobuses que antes se limitaba a una sola línea: la 100. Ese día dejó de funcionar el Servicio Especial SE25 Pavones-Parque Biológico.

## Características
En la actualidad sirve para diferentes fines:
- Por una parte, en su recorrido dentro del distrito de Vicálvaro, sirve para unir Valderrivas con Valdebernardo y ambos barrios con un nuevo centro de atención a enfermos de Alzheimer situado entre ambos. Además, permite el acceso de los habitantes de estos barrios a las estaciones de Puerta de Arganda y Valdebernardo de la red de Metro de Madrid.
- Por otra parte, une a los citados barrios de Vicálvaro con el ambulatorio de Moratalaz, al igual que lo hace la línea 8 para el barrio de Valdebernardo.
- Atraviesa Moratalaz uniendo zonas mal comunicadas entre sí por las líneas radiales de autobús del distrito (20, 30 y 32) y une todas estas zonas con Valdebernardo (complementando a la línea 8) y con Valderrivas (complementando a la línea 100).
- Comunica Moratalaz y La Elipa, complementando a la línea 113, así como Vicálvaro y La Elipa, complementando a la línea 106.
- Finalmente, comunica todas las zonas mencionadas con el barrio de Fuente del Berro (distrito de Salamanca) y la Plaza de Manuel Becerra.

### Frecuencias
| Lunes a viernes laborables |               |
| De 6:00 a 8:00             | 10-15 minutos |
| De 8:00 a 20:00            | 10-14 minutos |
| De 20:00 a 23:00           | 11-22 minutos |
| Sábados laborables         |               |
| De 6:00 a 9:00             | 24-30 minutos |
| De 9:00 a 21:00            | 21-24 minutos |
| De 21:00 a 23:00           | 21-30 minutos |
| Domingos y festivos        |               |
| De 7:00 a 11:00            | 26-35 minutos |
| De 11:00 a 20:00           | 25-28 minutos |
| De 20:00 a 23:00           | 26-34 minutos |

## Recorrido y paradas

### Sentido Puerta de Arganda
La línea inicia su recorrido en Manuel Becerra en las dársenas situadas al inicio de la calle del Doctor Esquerdo, desde las cuales enfila por dicha calle hacia el sur.
A continuación, gira a la izquierda por la calle O'Donnell, que recorre hasta antes de convertirse en la autovía M-23 saliendo por la calle del Alcalde Sainz de Baranda en dirección al barrio de La Elipa.
Al final de esta calle, cruza sobre un puente la M-30 y entra en el barrio de La Elipa por la Avenida del Marqués de Corbera, girando enseguida a la derecha para circular por la calle José Luis de Arrese, por la que circula hasta la siguiente intersección, en la que gira de nuevo a la derecha para tomar la calle Félix Rodríguez de la Fuente.
Por esta calle rodea el Parque de La Elipa y cruza bajo la autovía M-23 (Eje O'Donnell) entrando en Moratalaz. Al llegar al final de la calle Félix Rodríguez de la Fuente, gira a la izquierda para subir por la Avenida del Doctor García Tapia. Circula por esta avenida hasta la intersección con la calle del Arroyo Belincoso, por la cual gira para salir a Camino de Vinateros girando a la izquierda.
La línea circula por esta vía hasta el final de la misma, girando a la derecha para tomar la calle Pico de Artilleros hasta llegar a la Plaza del Conde de Maceda y Taboada, donde toma la calle Hacienda de Pavones en dirección a Vicálvaro.
Al final de esta calle cruza sobre la autopista M-40 entrando en el barrio de Valdebernardo por el Bulevar José Prat. Dentro de este barrio circula por las siguientes vías: Ladera de Almendros, Copérnico, Bulevar Indalecio Prieto, Tren de Arganda y Cordel de Pavones. Al final de esta última gira a la izquierda para incorporarse de nuevo al Bulevar José Prat, que recorre hasta el final, siguiendo de frente por la Avenida de las Comunidades (continuación tras el cruce con la Avenida de la Democracia).
Circulando por esta avenida, gira a la izquierda poco antes del final para tomar la calle Minerva, que recorre atravesando el barrio de Valderrivas hasta su intersección con la calle de San Cipriano, girando a la derecha para recorrerla hasta la estación de Puerta de Arganda, donde tiene su cabecera.
| Código | Parada                                      | Común con             | Conexiones con Metro y Cercanías | Otros |
| ------ | ------------------------------------------- | --------------------- | -------------------------------- | ----- |
| 3811   | MANUEL BECERRA                              | 2                     | Manuel Becerra                   |       |
| 148    | Doctor Esquerdo-Goya                        | 2 56 143 156 C1       |                                  |       |
| 150    | Casa de la Moneda                           | 2 30 56 143 156 E4 E5 | O'Donnell                        |       |
| 950    | O Donnell-Sainz de Baranda                  | 28                    |                                  |       |
| 2168   | Torrespaña                                  | 15 28                 |                                  |       |
| 957    | Blas de Otero-Teresa Saenz Heredia          |                       |                                  |       |
| 1448   | Félix Rodríguez de la Fuente                |                       |                                  |       |
| 2714   | Félix Rodríguez de la Fuente (N.º 23)       |                       |                                  |       |
| 2716   | García Tapia-Diego Valderrábano             |                       |                                  |       |
| 2718   | García Tapia-Media Legua                    |                       |                                  |       |
| 2720   | Arroyo Belincoso-Vinateros                  |                       | Vinateros                        |       |
| 2726   | Vinateros-Señor de La Elipa                 |                       |                                  |       |
| 2722   | Vinateros-Marroquina                        |                       |                                  |       |
| 2724   | Avenida Moratalaz-Vinateros                 |                       |                                  |       |
| 4978   | Vinateros-Cañada                            |                       |                                  |       |
| 1269   | Artilleros                                  | 30                    | Artilleros                       |       |
| 51015  | Hacienda de Pavones-Corregidor Conde Maceda | 100                   |                                  |       |
| 1052   | Hacienda de Pavones 204                     | 100                   |                                  |       |
| 2728   | Fuente Carrantona-Hacienda de Pavones       |                       |                                  |       |
| 4371   | Pavones                                     | E4                    | Pavones                          |       |
| 2730   | Centro de Especialidades de Moratalaz       | 20 30 32              |                                  |       |
| 4373   | Centro de Salud Pavones                     | 8 E4                  |                                  |       |
| 3495   | José Prat-Ladera de los Almendros           | 8 E4                  |                                  |       |
| 5028   | Copérnico                                   | 8                     |                                  |       |
| 5030   | Indalecio Prieto-Copérnico                  | 8                     |                                  |       |
| 3497   | Indalecio Prieto-José Prat                  | 8                     |                                  |       |
| 1826   | Indalecio Prieto-Los Pinillas               | 8 130                 | Valdebernardo                    |       |
| 1828   | Indalecio Prieto-Los Juglares               | 8 130                 |                                  |       |
| 3556   | Indalecio Prieto-Los Juglares               | 130                   |                                  |       |
| 5482   | Tren de Arganda                             |                       |                                  |       |
| 1430   | Cordel de Pavones-Juglares                  |                       |                                  |       |
| 1439   | Cordel de Pavones-Pinillas                  |                       |                                  |       |
| 1447   | Cordel de Pavones-José Prat                 |                       |                                  |       |
| 1823   | José Prat-Democracia                        | 130                   |                                  |       |
| 5483   | Centro de Transfusiones                     |                       |                                  |       |
| 5484   | Faunia                                      |                       |                                  |       |
| 3827   | Minerva-Avenida de las Comunidades          |                       |                                  |       |
| 4468   | Minerva-Molino Viejo                        |                       |                                  |       |
| 5115   | Minerva-Caliza                              | 100 E3                |                                  |       |
| 5113   | Minerva-Omega                               | 100                   |                                  |       |
| 5111   | San Cipriano-Minerva                        | 100                   |                                  |       |
| 5838   | PUERTA ARGANDA                              |                       | Puerta de Arganda Vicálvaro      |       |

### Sentido Manuel Becerra
El recorrido de vuelta es igual al de ida pero en sentido contrario.
| Código | Parada                                | Común con       | Conexiones con Metro y Cercanías | Otros |
| ------ | ------------------------------------- | --------------- | -------------------------------- | ----- |
| 5838   | PUERTA ARGANDA                        |                 | Puerta de Arganda Vicálvaro      |       |
| 5110   | San Cipriano-Minerva                  | 100             |                                  |       |
| 5112   | Minerva-Omega                         | 100 E3          |                                  |       |
| 5114   | Minerva-Caliza                        | 100 E3          |                                  |       |
| 5487   | Minerva-Molino Viejo                  |                 |                                  |       |
| 3828   | Minerva-Avenida de las Comunidades    |                 |                                  |       |
| 5485   | Faunia                                |                 |                                  |       |
| 5489   | Centro de Transfusiones               |                 |                                  |       |
| 1822   | José Prat-Democracia                  | 130             |                                  |       |
| 5490   | Cordel de Pavones-Pinillas            |                 |                                  |       |
| 5491   | Cordel de Pavones-Juglares            |                 |                                  |       |
| 1831   | Tren de Arganda                       | 130             |                                  |       |
| 1829   | Valdebernardo                         | 8 130           |                                  |       |
| 1827   | Indalecio Prieto-Los Pinillas         | 8 130           | Valdebernardo                    |       |
| 5027   | Indalecio Prieto-José Prat            | 8               |                                  |       |
| 5031   | Indalecio Prieto-Copérnico            | 8               |                                  |       |
| 5029   | Copérnico                             | 8               |                                  |       |
| 3496   | José Prat-Ladera de los Almendros     | 8 E4            |                                  |       |
| 4374   | Centro de Salud Pavones               | 8 30 E4         |                                  |       |
| 2731   | Centro de Especialidades de Moratalaz | 20 30 32        |                                  |       |
| 4372   | Pavones                               | E4              | Pavones                          |       |
| 2729   | Fuente Carrantona-Hacienda de Pavones |                 |                                  |       |
| 1053   | Hacienda de Pavones 155               | 100             |                                  |       |
| 842    | Corregidor Conde Maceda               | 100             |                                  |       |
| 1268   | Metro Artilleros                      | 30              | Artilleros                       |       |
| 4979   | Vinateros-Cañada                      |                 |                                  |       |
| 2725   | Avenida Moratalaz-Vinateros           |                 |                                  |       |
| 2723   | Vinateros-Marroquina                  |                 |                                  |       |
| 2727   | Vinateros-Señor de La Elipa           |                 |                                  |       |
| 2721   | Arroyo Belincoso-Vinateros            |                 | Vinateros                        |       |
| 2719   | García Tapia-Media Legua              |                 |                                  |       |
| 2717   | García Tapia-Diego Valderrábano       |                 |                                  |       |
| 2715   | Félix Rodríguez de la Fuente (N.º 12) |                 |                                  |       |
| 1557   | Félix Rodríguez de la Fuente          |                 |                                  |       |
| 956    | Blas de Otero-Teresa Saenz Heredia    |                 |                                  |       |
| 2169   | Torrespaña                            | 15 28           |                                  |       |
| 4656   | O Donnell-Colonia Iturbe              | 28              |                                  |       |
| 151    | Casa de la Moneda                     | 2 30 56 143 156 | O'Donnell                        |       |
| 149    | Doctor Esquerdo-Goya                  | 2 56 143 156 C2 |                                  |       |
| 3811   | MANUEL BECERRA                        | 2               | Manuel Becerra                   |       |

## Galería de imágenes

Mapa zonal de la estación de metro de Pavones con los recorridos de las líneas de autobuses, entre las que aparece el 71.